# Горни Главанак
Горни Главанак е село в Южна България. То се намира в община Маджарово, област Хасково.

## География
Село Горни Главанак се намира в планински район.
Селото се намира на 30 км южно от Харманли, в близост до река Арда и яз. Ивайловград.

## История
При с. Горен Главанак по време на археологически разкопки през 1999 г. е открито интересно мегалитно съоръжение от V – IV век пр.н.е., наподобяващо по форма феномена Стоунхендж (Англия).

## Други
Потенциал за развитие на общината в сферата на туризма е и забележителното био-разнообразие от животински и растителни видове, както и особено уникалната колония от гнездящи грабливи птици.